# Le Dernier des dinosaures
Pour plus de détails, voir Fiche technique et Distribution.
Le Dernier des dinosaures (점박이 한반도의 공룡2: 새로운 낙원) est un film d'animation d'aventure sino-sud-coréen sorti en 2019.

## Synopsis
Speckles, un tarbosaure féroce et son jeune fils Junior, parcourent les terres anciennes à la recherche de nourriture. Un jour, au détour d’une mauvaise rencontre, Junior se fait enlever. Speckles se lance alors dans une aventure jusqu’au bout du monde pour retrouver son fils,.

## Fiche technique
- Titre français : Le Dernier des dinosaures
- Titre original : hangeul : 점박이 한반도의 공룡2: 새로운 낙원
- Réalisation : Han Sang-Ho
- Scénario : Han Sang-ho, Yoon-Mi Jang
- Direction artistique :
- Photographie : Kim Yong
- Musique : Kim Dong-wook
- Production : Choi Byung-hwan
  - Producteurs exécutifs :
- Sociétés de production : 
  -  Corée du Sud : Dream Search C&C[3], Educational Broadcasting System (EBS)
  -  Chine : Hengsheng Group
- Sociétés de distribution : 
  - International : Odin’s Eye Entertainment (OEE), Eagle Entertainment
- Budget :
- Pays d'origine :  Corée du Sud,  Chine
- Langue originale : coréen
- Format :
- Genre : animation, aventure, drame, fantasy
- Durée : 134 minutes[note 1]
- Dates de sorties en salles :
  -  Corée du Sud : 9 mai 2019
  -  Chine : 9 mai 2019
  -  France : 5 janvier 2021
- Box-office : 8 112 673 dollars

Source : IMDB, The Film Catalogue, SensCritique

## Distribution
- Park Hee-soon (ko) : Speckles
- Ra Mi-ran : Fang
- Kim Sung-gyun : Psy

## Accueil

### Critiques
Le site Écran Large le décrit comme : « Une aventure familiale pleine d'action qui combine le réalisme de Sur la terre des dinosaures avec le cœur du Monde de Nemo. ».